# 谢计来
谢计来（1953年2月—），河北晋州人，中国政治人物，曾任河北省人大常委会副主任。

## 生平
1980年4月，加入中国共产党。1982年，毕业于河北师范学院中文系。历任中共河北省委组织部常务副部长、河北省人大常委会选举任免代表工作委员会主任。2011年1月，当选河北省人大常委会副主任。2017年1月，辞去副主任职务。2022年1月，退休5年的谢计来因涉嫌严重违纪违法，接受中央纪委国家监委纪律审查和监察调查。7月29日，中央纪委国家监委决定给予其开除党籍处分；取消其享受的待遇；收缴其违纪违法所得；将其涉嫌犯罪问题移送检察机关依法审查起诉，所涉财物一并移送。通报称其“把干部选拔任用权力作为谋取私利的工具，大肆卖官鬻爵，助长跑官买官的歪风邪气”。8月17日，国家监察委员会调查终结，移送检察机关审查起诉。最高人民检察院以涉嫌受贿罪对谢计来作出逮捕决定。
谢计来曾于2016年在《河北日報》发表题为《切实搞好党的建设 努力推动履职工作》的评论文章。文章提出要用党内的正气压倒社会上的歪风邪气，以党内的“明规矩”破除社会上的“潜规则”，把那些“信念坚定、为民服务、勤政务实、敢于担当、清正廉洁”的好干部选任到重要岗位上来。《中国新闻周刊》因此称他为“两面人”。
2022年11月18日，谢计来涉嫌受贿一案由国家监察委员会调查终结，经最高人民检察院指定，由天津市人民检察院第一分院向天津市第一中级人民法院提起公诉。天津市人民检察院第一分院指控：2002年11月至2017年1月，被告人谢计来利用担任中共河北省委组织部助理巡视员、副部长、常务副部长，河北省人民代表大会常务委员会副主任职务上的便利，以及职权和地位形成的便利条件，通过其他国家工作人员职务上的行为，为他人在职务职级晋升、工作岗位调整、工程项目开发等事项上提供帮助。1999年1月至2020年12月，谢计来多次非法收受他人给予的财物，共计折合人民币8870万余元。检察机关提请以受贿罪追究谢计来的刑事责任。
2024年1月5日，天津市第一中級法院公開宣判河北省人大常委會原副主任謝計來受賄一案一審宣判，對被告人謝計來以受賄罪判處有期徒刑十五年，並處罰金人民幣七百萬元，查封、扣押、凍結在案的受賄所得贓款贓物及其收益和用於抵繳受賄所得的財物依法沒收，上繳國庫。